# Grand Prix Korei Południowej 2010

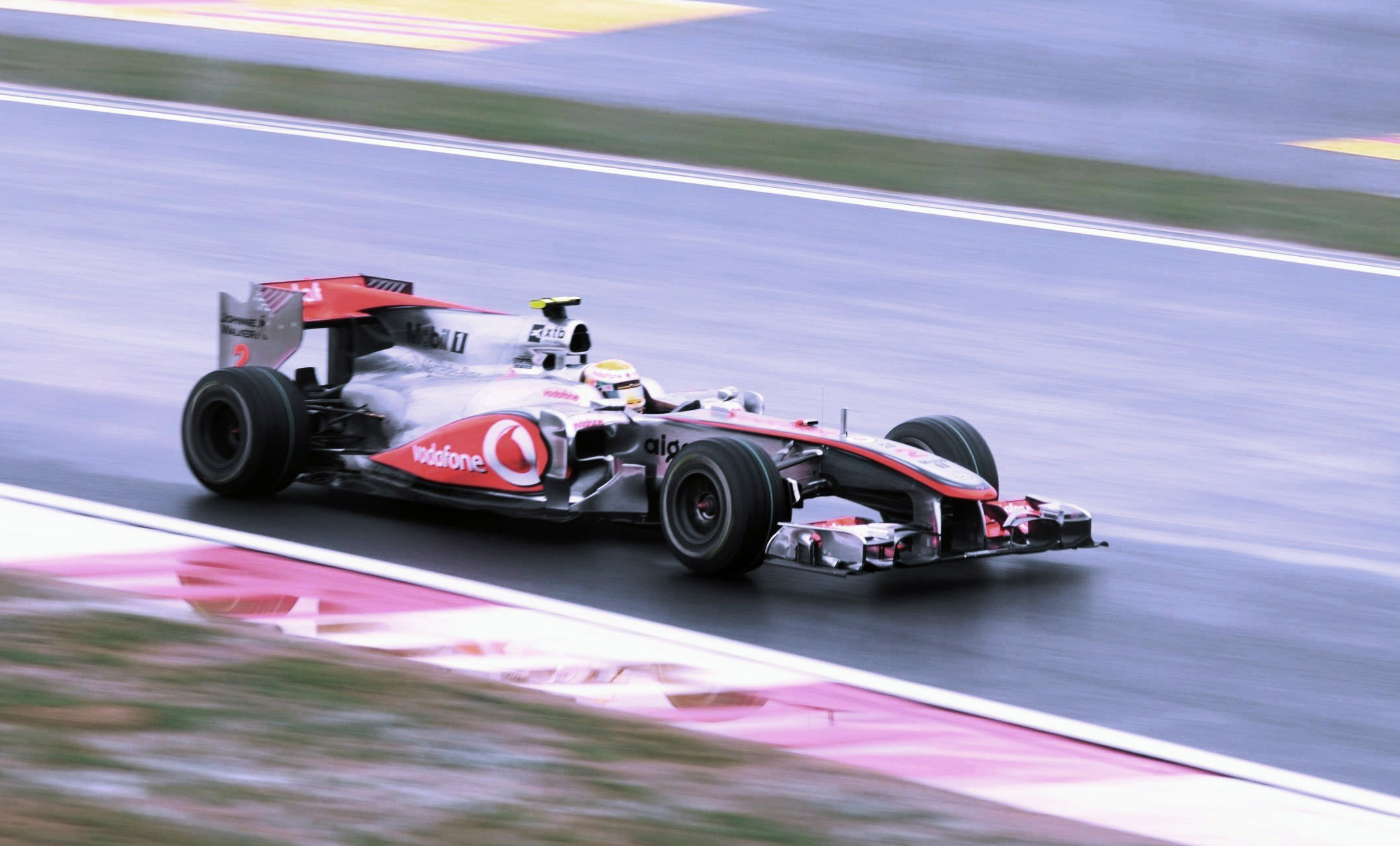
Lewis Hamilton podczas Korei Południowej 2010

Grand Prix Korei Południowej 2010 – siedemnasta runda Mistrzostw Świata Formuły 1 w sezonie 2010.
Pierwszy wyścig na torze Korea International Circuit.

## Lista startowa
Na niebieskim tle kierowcy biorący udział jedynie w piątkowych treningach
| Nr | Kierowca           | Zespół                       | Samochód          | Silnik               | Opony |
| -- | ------------------ | ---------------------------- | ----------------- | -------------------- | ----- |
| 1  | Jenson Button      | Vodafone McLaren Mercedes    | McLaren MP4-25    | Mercedes-Benz FO108X | B     |
| 2  | Lewis Hamilton     | Vodafone McLaren Mercedes    | McLaren MP4-25    | Mercedes-Benz FO108X | B     |
| 3  | Michael Schumacher | Mercedes GP Petronas F1 Team | Mercedes MGP W01  | Mercedes-Benz FO108X | B     |
| 4  | Nico Rosberg       | Mercedes GP Petronas F1 Team | Mercedes MGP W01  | Mercedes-Benz FO108X | B     |
| 5  | Sebastian Vettel   | Red Bull Racing              | Red Bull RB6      | Renault RS27-2010    | B     |
| 6  | Mark Webber        | Red Bull Racing              | Red Bull RB6      | Renault RS27-2010    | B     |
| 7  | Felipe Massa       | Scuderia Marlboro Ferrari    | Ferrari F10       | Ferrari 056          | B     |
| 8  | Fernando Alonso    | Scuderia Marlboro Ferrari    | Ferrari F10       | Ferrari 056          | B     |
| 9  | Rubens Barrichello | AT&T WilliamsF1 Team         | Williams FW32     | Cosworth CA2010      | B     |
| 10 | Nico Hülkenberg    | AT&T WilliamsF1 Team         | Williams FW32     | Cosworth CA2010      | B     |
| 11 | Robert Kubica      | Renault F1 Team              | Renault R30       | Renault RS27-2010    | B     |
| 12 | Witalij Pietrow    | Renault F1 Team              | Renault R30       | Renault RS27-2010    | B     |
| 14 | Adrian Sutil       | Force India Formula One Team | Force India VJM03 | Mercedes-Benz FO108X | B     |
| 15 | Vitantonio Liuzzi  | Force India Formula One Team | Force India VJM03 | Mercedes-Benz FO108X | B     |
| 16 | Sébastien Buemi    | Scuderia Toro Rosso          | Toro Rosso STR5   | Ferrari 056          | B     |
| 17 | Jaime Alguersuari  | Scuderia Toro Rosso          | Toro Rosso STR5   | Ferrari 056          | B     |
| 18 | Jarno Trulli       | Lotus F1 Racing              | Lotus T127        | Cosworth CA2010      | B     |
| 19 | Heikki Kovalainen  | Lotus F1 Racing              | Lotus T127        | Cosworth CA2010      | B     |
| 20 | Sakon Yamamoto     | HRT F1 Team                  | Hispania F110     | Cosworth CA2010      | B     |
| 21 | Bruno Senna        | HRT F1 Team                  | Hispania F110     | Cosworth CA2010      | B     |
| 22 | Nick Heidfeld      | BMW Sauber F1 Team           | BMW Sauber C29    | Ferrari 056          | B     |
| 23 | Kamui Kobayashi    | BMW Sauber F1 Team           | BMW Sauber C29    | Ferrari 056          | B     |
| 24 | Timo Glock         | Virgin Racing                | Virgin VR-01      | Cosworth CA2010      | B     |
| 25 | Lucas Di Grassi    | Virgin Racing                | Virgin VR-01      | Cosworth CA2010      | B     |
| 25 | Jérôme d’Ambrosio  | Virgin Racing                | Virgin VR-01      | Cosworth CA2010      | B     |
| Nr | Kierowca           | Zespół                       | Samochód          | Silnik               | Opony |

## Wyniki

### Sesje treningowe
| Sesja | Nr | Kierowca       | Konstruktor               | Czas     | Okr. |
| ----- | -- | -------------- | ------------------------- | -------- | ---- |
| 1     | 2  | Lewis Hamilton | Vodafone McLaren Mercedes | 1:40,887 | 15   |
| 2     | 6  | Mark Webber    | Red Bull-Renault          | 1:37,942 | 23   |
| 3     | 11 | Robert Kubica  | Renault                   | 1:37,354 | 15   |

### Kwalifikacje
Źródło: Wyprzedź Mnie!
| Poz. | Nr | Kierowca           | Konstruktor          | Q1       | Q2       | Q3       | Poz. s. |
| --- | --- | ------------------ | -------------------- | -------- | -------- | -------- | ------- |
| 1 | 5 | Sebastian Vettel   | Red Bull-Renault     | 1:37,123 | 1:36,074 | 1:35,585 | 1       |
| 2 | 6 | Mark Webber        | Red Bull-Renault     | 1:37,373 | 1:36,039 | 1:35,659 | 2       |
| 3 | 8 | Fernando Alonso    | Ferrari              | 1:37,144 | 1:36,287 | 1:35,766 | 3       |
| 4 | 2 | Lewis Hamilton     | McLaren-Mercedes     | 1:37,113 | 1:36,197 | 1:36,062 | 4       |
| 5 | 4 | Nico Rosberg       | Mercedes             | 1:37,708 | 1:36,791 | 1:36,535 | 5       |
| 6 | 7 | Felipe Massa       | Ferrari              | 1:37,515 | 1:36,169 | 1:36,571 | 6       |
| 7 | 1 | Jenson Button      | McLaren-Mercedes     | 1:38,123 | 1:37,064 | 1:36,731 | 7       |
| 8 | 11 | Robert Kubica      | Renault              | 1:37,703 | 1:37,179 | 1:36,824 | 8       |
| 9 | 3 | Michael Schumacher | Mercedes             | 1:37,980 | 1:37,077 | 1:36,950 | 9       |
| 10 | 9 | Rubens Barrichello | Williams-Cosworth    | 1:38,257 | 1:37,511 | 1:36,998 | 10      |
| 11 | 10 | Nico Hülkenberg    | Williams-Cosworth    | 1:38,115 | 1:37,620 | –        | 11      |
| 12 | 23 | Kamui Kobayashi    | BMW Sauber-Ferrari   | 1:38,429 | 1:37,643 | –        | 12      |
| 13 | 22 | Nick Heidfeld      | BMW Sauber-Ferrari   | 1:38,171 | 1:37,715 | –        | 13      |
| 14 | 14 | Adrian Sutil       | Force India-Mercedes | 1:38,572 | 1:37,783 | –        | 14      |
| 15 | 12 | Witalij Pietrow    | Renault              | 1:32,849 | 1:32,422 | –        | 20      |
| 16 | 17 | Jaime Alguersuari  | STR-Ferrari          | 1:38,583 | 1:37,853 | –        | 15      |
| 17 | 16 | Sébastien Buemi    | STR-Ferrari          | 1:38,621 | 1:38,594 | –        | 16      |
| 18 | 15 | Vitantonio Liuzzi  | Force India-Mercedes | 1:38,955 | –        | –        | 17      |
| 19 | 18 | Jarno Trulli       | Lotus-Cosworth       | 1:40,521 | –        | –        | 18      |
| 20 | 24 | Timo Glock         | Virgin-Cosworth      | 1:40,748 | –        | –        | 19      |
| 21 | 19 | Heikki Kovalainen  | Lotus-Cosworth       | 1:41,768 | –        | –        | 21      |
| 22 | 25 | Lucas Di Grassi    | Virgin-Cosworth      | 1:42,325 | –        | –        | 22      |
| 23 | 20 | Sakon Yamamoto     | HRT-Cosworth         | 1:42,444 | –        | –        | 23      |
| 24 | 21 | Bruno Senna        | HRT-Cosworth         | 1:43,283 | –        | –        | 24      |
| Poz. | Nr | Kierowca           | Konstruktor          | Q1       | Q2       | Q3       | Poz. s. |
| \| Legenda \| Legenda \| \| ------------------------ \| ---------------------------------------------------------------------------------------------------------------------------------------------------------------------------------------------------------------------------------------------------------------- \| \| Poz. Nr Q1 Q2 Q3 Poz. s. \| Pozycja zajęta w sesji kwalifikacyjnej Numer startowy kierowcy Wynik uzyskany w pierwszej części kwalifikacji Wynik uzyskany w drugiej części kwalifikacji Wynik uzyskany w trzeciej części kwalifikacji Pozycja startowa po uwzględnięniu kar, przesunięć, itp. \| | |                    |                      |          |          |          |         |
| Legenda | |                    |                      |          |          |          |         |
| Poz. Nr Q1 Q2 Q3 Poz. s. | Pozycja zajęta w sesji kwalifikacyjnej Numer startowy kierowcy Wynik uzyskany w pierwszej części kwalifikacji Wynik uzyskany w drugiej części kwalifikacji Wynik uzyskany w trzeciej części kwalifikacji Pozycja startowa po uwzględnięniu kar, przesunięć, itp. |                    |                      |          |          |          |         |

### Wyścig
Źródło: Wyprzedź Mnie!
| P                 | + / – | Nr | Kierowca           | Konstruktor          | Okr. | Czas / Strata    | Komentarz                    |
| ----------------- | ----- | -- | ------------------ | -------------------- | ---- | ---------------- | ---------------------------- |
| 1                 | 2     | 8  | Fernando Alonso    | Ferrari              | 55   | 2h48m20,810      |                              |
| 2                 | 2     | 2  | Lewis Hamilton     | McLaren-Mercedes     | 55   | +0:14,999        |                              |
| 3                 | 3     | 7  | Felipe Massa       | Ferrari              | 55   | +0:30,868        |                              |
| 4                 | 5     | 3  | Michael Schumacher | Mercedes             | 55   | +0:39,688        |                              |
| 5                 | 3     | 11 | Robert Kubica      | Renault              | 55   | +0:47,734        |                              |
| 6                 | 11    | 15 | Vitantonio Liuzzi  | Force India-Mercedes | 55   | +0:53,571        |                              |
| 7                 | 3     | 9  | Rubens Barrichello | Williams-Cosworth    | 55   | +1:09,257        |                              |
| 8                 | 4     | 23 | Kamui Kobayashi    | BMW Sauber-Ferrari   | 55   | +1:17,889        |                              |
| 9                 | 4     | 22 | Nick Heidfeld      | BMW Sauber-Ferrari   | 55   | +1:20,107        |                              |
| 10                | 1     | 10 | Nico Hülkenberg    | Williams-Cosworth    | 55   | +1:20,851        |                              |
| 11                | 4     | 17 | Jaime Alguersuari  | STR-Ferrari          | 55   | +1:24,146        |                              |
| 12                | 5     | 1  | Jenson Button      | McLaren-Mercedes     | 55   | +1:29,939        |                              |
| 13                | 8     | 19 | Heikki Kovalainen  | Lotus-Cosworth       | 54   | +1 okr.          | [ 8 ]                        |
| 14                | 10    | 21 | Bruno Senna        | HRT-Cosworth         | 52   | +2 okr.          |                              |
| 15                | 8     | 20 | Sakon Yamamoto     | HRT-Cosworth         | 53   | +2 okr. (17,333) |                              |
| Niesklasyfikowani |       |    |                    |                      |      |                  |                              |
|                   |       | 14 | Adrian Sutil       | Force India-Mercedes | 46   |                  | kolizja z Kobayashim         |
|                   |       | 5  | Sebastian Vettel   | Red Bull-Renault     | 46   |                  | silnik                       |
|                   |       | 12 | Witalij Pietrow    | Renault              | 39   |                  | wypadek                      |
|                   |       | 24 | Timo Glock         | Virgin-Cosworth      | 31   |                  | kolizja z Buemim             |
|                   |       | 16 | Sébastien Buemi    | STR-Ferrari          | 30   |                  | kolizja z Glockiem           |
|                   |       | 25 | Lucas Di Grassi    | Virgin-Cosworth      | 25   |                  | wypadek                      |
|                   |       | 18 | Jarno Trulli       | Lotus-Cosworth       | 25   |                  | hydraulika                   |
|                   |       | 6  | Mark Webber        | Red Bull-Renault     | 18   |                  | wypadek/kolizja z Rosbergiem |
|                   |       | 4  | Nico Rosberg       | Mercedes             | 18   |                  | kolizja z Webberem           |
| P                 | + / – | Nr | Kierowca           | Konstruktor          | Okr. | Czas / Strata    | Komentarz                    |

### Najszybsze okrążenie
Źródło: Wyprzedź Mnie!
| Nr | Kierowca        | Konstruktor | Czas     | Okr. |
| -- | --------------- | ----------- | -------- | ---- |
| 8  | Fernando Alonso | Ferrari     | 1:50,257 | 42   |

## Prowadzenie w wyścigu
| Nr                              | Kierowca         | Okrążenia | Suma |
| ------------------------------- | ---------------- | --------- | ---- |
| 5                               | Sebastian Vettel | 1 – 46    | 46   |
| 8                               | Fernando Alonso  | 46 – 55   | 9    |
| \| Wykres \| \| ------ \| \| \| |                  |           |      |
| Wykres                          |                  |           |      |
|                                 |                  |           |      |

## Klasyfikacja po wyścigu
Źródło: Wyprzedź Mnie!

### Kierowcy
| P                 | +/− | Kierowca           | Starty | Punkty | P1 | P2 | P3 | PP | NO | NS |
| ----------------- | --- | ------------------ | ------ | ------ | -- | -- | -- | -- | -- | -- |
| 1                 | +1  | Fernando Alonso    | 17     | 231    | 5  | 2  | 2  | 2  | 5  | 1  |
| 2                 | −1  | Mark Webber        | 17     | 220    | 4  | 3  | 2  | 5  | 3  | 2  |
| 3                 | +1  | Lewis Hamilton     | 17     | 210    | 3  | 4  | 1  | 1  | 3  | 3  |
| 4                 | −1  | Sebastian Vettel   | 17     | 206    | 3  | 2  | 3  | 9  | 3  | 3  |
| 5                 | 0   | Jenson Button      | 17     | 189    | 2  | 3  | 1  | –  | 1  | 2  |
| 6                 | 0   | Felipe Massa       | 17     | 143    | –  | 2  | 3  | –  | –  | 1  |
| 7                 | +1  | Robert Kubica      | 17     | 124    | –  | 1  | 2  | –  | 1  | 3  |
| 8                 | −1  | Nico Rosberg       | 17     | 122    | –  | –  | 3  | –  | –  | 3  |
| 9                 | 0   | Michael Schumacher | 17     | 66     | –  | –  | –  | –  | –  | 1  |
| 10                | +1  | Rubens Barrichello | 17     | 47     | –  | –  | –  | –  | –  | 2  |
| 11                | −1  | Adrian Sutil       | 17     | 47     | –  | –  | –  | –  | –  | 3  |
| 12                | 0   | Kamui Kobayashi    | 17     | 31     | –  | –  | –  | –  | –  | 8  |
| 13                | +2  | Vitantonio Liuzzi  | 17     | 21     | –  | –  | –  | –  | –  | 4  |
| 14                | −1  | Witalij Pietrow    | 17     | 19     | –  | –  | –  | –  | 1  | 5  |
| 15                | −1  | Nico Hülkenberg    | 17     | 18     | –  | –  | –  | –  | –  | 4  |
| 16                | 0   | Sébastien Buemi    | 17     | 8      | –  | –  | –  | –  | –  | 5  |
| 17                | 0   | Pedro de la Rosa   | 14     | 6      | –  | –  | –  | –  | –  | 6  |
| 18                | 0   | Nick Heidfeld      | 3      | 6      | –  | –  | –  | –  | –  | 1  |
| 19                | 0   | Jaime Alguersuari  | 17     | 3      | –  | –  | –  | –  | –  | 2  |
| 20                | 0   | Heikki Kovalainen  | 17     | 0      | –  | –  | –  | –  | –  | 5  |
| 21                | 0   | Karun Chandhok     | 10     | 0      | –  | –  | –  | –  | –  | 2  |
| 22                | 0   | Lucas Di Grassi    | 16     | 0      | –  | –  | –  | –  | –  | 7  |
| 23                | 0   | Jarno Trulli       | 17     | 0      | –  | –  | –  | –  | –  | 7  |
| 24                | 0   | Bruno Senna        | 16     | 0      | –  | –  | –  | –  | –  | 9  |
| 25                | 0   | Timo Glock         | 17     | 0      | –  | –  | –  | –  | –  | 7  |
| 26                | 0   | Sakon Yamamoto     | 7      | 0      | –  | –  | –  | –  | –  | 1  |
| Niesklasyfikowani |     |                    |        |        |    |    |    |    |    |    |
| –                 |     | Christian Klien    | 1      | 0      | –  | –  | –  | –  | –  | 1  |
| P                 | +/− | Kierowca           | Starty | Punkty | P1 | P2 | P3 | PP | NO | NS |

### Konstruktorzy
| P  | +/− | Konstruktor          | Starty | Punkty | P1 | P2 | P3 | PP | NO | NS |
| -- | --- | -------------------- | ------ | ------ | -- | -- | -- | -- | -- | -- |
| 1  | 0   | Red Bull-Renault     | 34     | 426    | 7  | 5  | 5  | 14 | 6  | 5  |
| 2  | 0   | McLaren-Mercedes     | 34     | 399    | 5  | 7  | 2  | 1  | 4  | 5  |
| 3  | 0   | Ferrari              | 34     | 374    | 5  | 4  | 5  | 2  | 5  | 3  |
| 4  | 0   | Mercedes             | 34     | 188    | –  | –  | 3  | –  | –  | 3  |
| 5  | 0   | Renault              | 34     | 143    | –  | 1  | 2  | –  | 2  | 8  |
| 6  | 0   | Force India-Mercedes | 34     | 68     | –  | –  | –  | –  | –  | 7  |
| 7  | 0   | Williams-Cosworth    | 34     | 65     | –  | –  | –  | –  | –  | 6  |
| 8  | 0   | BMW Sauber-Ferrari   | 33     | 43     | –  | –  | –  | –  | –  | 15 |
| 9  | 0   | Toro Rosso-Ferrari   | 34     | 11     | –  | –  | –  | –  | –  | 7  |
| 10 | 0   | Lotus-Cosworth       | 32     | 0      | –  | –  | –  | –  | –  | 13 |
| 11 | 0   | HRT-Cosworth         | 34     | 0      | –  | –  | –  | –  | –  | 13 |
| 12 | 0   | Virgin-Cosworth      | 32     | 0      | –  | –  | –  | –  | –  | 14 |
| P  | +/− | Konstruktor          | Starty | Punkty | P1 | P2 | P3 | PP | NO | NS |